# 林彪反党集团
林彪反党集团或林彪反革命集团是中华人民共和国文化大革命时期对一个「帮派组织」的称谓。主要有林彪、陈伯达、叶群、黄永胜、吴法宪、李作鹏、邱会作、林立果等组成。中共指控其在文革期间与江青反革命集团相互勾结夺取中国的最高权力。

## 结果
由于策划杀害毛泽东的计划不成，1971年9月13日，林彪乘飞机出逃，飞机失事坠毁于蒙古人民共和国温都尔汗。而其他骨干成员也被抓，林彪集团被粉碎。

## 评价
文革期间由于林彪的出逃失败，林彪反党集团被称为「代表了被打倒的地主资产阶级的利益，代表了被打倒的反动派推翻无产阶级专政、复辟资产阶级专政的愿望」。

### 引用
1. ↑  . 凤凰网. 2011-09-22  [2014-01-26]. （原始内容存档于2019-06-03）.
2. ↑  . 腾讯网. 2012-01-11  [2014-01-26]. （原始内容存档于2019-06-13）.
3. ↑  . MARXIST PHILOSOPHY.   [2014-01-26]. （原始内容存档于2017-07-28）.
4. ↑  姚文元. . 《思想战线》. 1975年, (02期).